# Psychotria rotensis
Psychotria rotensis är en måreväxtart som beskrevs av Ryozo Kanehira. Psychotria rotensis ingår i släktet Psychotria och familjen måreväxter.

## Underarter
Arten delas in i följande underarter:
- P. r. palauensis
- P. r. rotensis